# エレーナ・シャリギナ
エレーナ・シャリギナ（Yelena Shalygina, カザフ語: Елена Евгеньевна Шалыгина, 1986年12月15日 - ）は、カザフスタンの女子レスリング選手。2008年北京オリンピックレスリング63kg級の銅メダリストである。シムケント出身。2004年まではロシア代表として国際試合に出場していた。
2008年北京オリンピックの女子63kg級では、初戦で銀メダルを獲得したロシアのアレーナ・カルタショワと対戦し敗れたものの、敗者復活戦でを勝ち上がり銅メダルを獲得した。

## 実績
- オリンピック
  - 2008年北京オリンピック 銅メダル
- 世界選手権
  - 2位 2006、2007年
- アジア選手権
  - 2位 2006、2007年
  - 3位 2008年